# Just Dance 2015
Just Dance 2015 là một trò chơi nhịp điệu được phát triển bởi Ubisoft Paris và Ubisoft Milan và được phát hành bởi Ubisoft. Là phần thứ sáu trong sê-ri Just Dance, nó được công bố tại sự kiện E3 2014 của Ubisoft vào ngày 9 tháng 6 năm 2014 cùng với phần giới thiệu cho Just Dance Now. Nó được phát hành cho PlayStation 3, PlayStation 4, Xbox 360, Xbox One, Wii và Wii U vào ngày 21 tháng 10 năm 2014 tại Bắc Mỹ, 23 tháng 10 tại Châu Âu, 24 tháng 10 tại Vương quốc Anh và 25 tháng 10 tại Châu Á.
Just Dance 2015 giới thiệu các tính năng mạng xã hội cho sê-ri, bao gồm khả năng người chơi thách đấu những người chơi khác trực tuyến và gửi clip của chính họ để đưa vào các phiên bản"Community Remix". Phiên bản cũng giới thiệu cách chơi mới đó là Điện thoại thông minh thay vì chơi bằng Camera hay tay cầm điều khiển.
Phiên bản thứ sáu này nhận được đánh giá tích cực từ các nhà phê bình, họ ca ngợi phiên bản tiếp tục tập trung vào khán giả phổ thông, chức năng nhiều người chơi và nhạc theo hướng pop, mặc dù những lời chỉ trích đa số nhắm vào danh sách nhạc vì quá tập trung vào nhạc pop tuổi teen và giao diện trong trò chơi hơi khó hiểu và đôi khi không mượt mà. Tính đến ngày 31 tháng 12 năm 2014, 4 triệu bản đã được xuất xưởng trên toàn thế giới.

## Cách chơi
Như các phần trước, người chơi phải bắt chước vũ đạo của một vũ công trên màn hình với một bài hát đã chọn, ghi điểm dựa trên độ chính xác mà họ đã thực hiện trên thang điểm 5 sao. Một tính năng"Challenge"mới đã được thêm vào, cho phép người chơi gửi và nhận thách đấu từ những người chơi khác dưới dạng"dữ liệu ma". Cũng như phiên bản Just Dance Now, Just Dance 2015 cho phép điện thoại thông minh được sử dụng làm bộ điều khiển với ứng dụng đi kèm - Just Dance Controller, thay thế cho việc bắt buộc phải có các thiết bị điều khiển khác. Chuyển động được phát hiện thông qua điện thoại bằng cảm biến bên trong của nó.
Tính năng"tường nhà"mới cho phép người chơi xem tin tức và cập nhật từ trò chơi, bao gồm cả những lời thách đấu từ những người chơi khác. Chế độ"World Dance Floor"được giới thiệu vào Just Dance 2014 đã quay trở lại, cùng với trình tạo video AutoDance. Người chơi cũng có thể gửi các đoạn clip về phần trình diễn của riêng mình để có cơ hội được xuất hiện trong một bản"Community Remix"cho các bài hát được chọn, tại đó, người chơi được xuất hiện cùng nhiều người khác trong một bài nhảy và thay thế hoàn toàn vũ công trong game.
Tất cả các tính năng trực tuyến trong trò chơi đã bị dừng vào ngày 19 tháng 11 năm 2018.

## Danh sách bài hát
Danh sách nhạc của Just Dance 2015 bao gồm 45 bài hát trải dài trên nhiều thể loại. Geoffroy Sardin, phó chủ tịch tiếp thị cấp cao của Ubisoft EMEA, giải thích rằng các bài hát nhằm mục đích chứa"nhiều nghệ sĩ hàng đầu Billboard hơn bao giờ hết", phỏng theo nhu cầu của người chơi.
Lưu ý:"Dancing Queen"của ABBA được lên kế hoạch thêm vào trong trò chơi nhưng đã bị xóa mà không rõ lý do. Sau đó, nó đã xuất hiện trong Just Dance 2018 dưới dạng bài hát độc quyền trong Just Dance Unlimited. 
| Tên bài hát                                               | Nghệ sĩ                                                               | Năm  |
| --------------------------------------------------------- | --------------------------------------------------------------------- | ---- |
| "4x4"                                                     | Miley Cyrus                                                           | 2013 |
| "Addicted to You"                                         | Avicii                                                                | 2013 |
| "Ain't No Mountain High Enough"                           | Marvin Gaye và Tammi Terrell                                          | 1967 |
| "Bad Romance"                                             | Lady Gaga                                                             | 2009 |
| "Bailando"                                                | Enrique Iglesias, Descemer Bueno và Gente de Zona                     | 2014 |
| "Bang Bang"                                               | Jessie J, Ariana Grande, và Nicki Minaj                               | 2014 |
| "Best Song Ever"                                          | One Direction                                                         | 2013 |
| "Birthday"                                                | Katy Perry                                                            | 2014 |
| "Black Widow"                                             | Iggy Azalea và Rita Ora                                               | 2014 |
| "Built for This"                                          | Becky G                                                               | 2013 |
| "Burn"                                                    | Ellie Goulding                                                        | 2013 |
| "Dancing Diva" (độc quyền cho bản tiếng Trung)            | The Girly Team (Bản gốc bởi Jolin Tsai)                               | 2006 |
| "Dark Horse"                                              | Katy Perry                                                            | 2014 |
| "Diamonds"                                                | Rihanna                                                               | 2012 |
| "Don't Worry, Be Happy"                                   | The Bench Men (bản gốc bởi Bobby McFerrin)                            | 1988 |
| "Epic Sirtaki"                                            | The Bouzouki's                                                        | 1964 |
| "Fatima"                                                  | Cheb Salama                                                           | 2014 |
| "Get Low"                                                 | Dillon Francis và DJ Snake                                            | 2014 |
| "Happy"                                                   | Pharrell Williams                                                     | 2013 |
| "High Light, High Life"                                   | Eason Chan                                                            | 2013 |
| "Holding Out for a Hero"                                  | Bonnie Tyler                                                          | 1984 |
| "I Love It"                                               | Icona Pop và Charli XCX                                               | 2012 |
| "It's My Birthday"                                        | will.i.am và Cody Wise                                                | 2014 |
| "Let It Go"                                               | Disney's Frozen (Cover bởi Nicki Gonzalez) (bản gốc bởi Idina Menzel) | 2013 |
| "Little Apple" (độc quyền cho bản tiếng Trung)            | Chopstick Brothers                                                    | 2014 |
| "Love Is All"                                             | The Sunlight Shakers (bản gốc bởi Roger Glover)                       | 1974 |
| "Love Me Again"                                           | John Newman                                                           | 2013 |
| "Macarena (Bayside Boys Remix)"                           | The Girly Team (bản gốc bởi Los Del Rio)                              | 1995 |
| "Mahna Mahna"                                             | Frankie Bostello (bản gốc bởi Piero Umiliani)                         | 1968 |
| "Maps"                                                    | Maroon 5                                                              | 2014 |
| "Me and My Broken Heart"                                  | Rixton                                                                | 2014 |
| "Movement Is Happiness (Find Your Thing)"                 | Avishay Goren và Yossi Cohen                                          | 2014 |
| "Never Can Say Goodbye"                                   | Gloria Gaynor                                                         | 1974 |
| "Nitro Bot"                                               | Sentai Express                                                        | 2013 |
| "Only You (and You Alone)"                                | Love Letter (bản gốc bởi The Platters)                                | 1955 |
| "Papaoutai"                                               | Stromae                                                               | 2013 |
| "Problem"                                                 | Ariana Grande, Iggy Azalea và Big Sean                                | 2014 |
| "She Looks So Perfect"                                    | 5 Seconds of Summer                                                   | 2014 |
| "Speedy Gonzalez"                                         | Los Pimientos Locos (bản gốc bởi Pat Boone)                           | 1961 |
| "Summer"                                                  | Calvin Harris                                                         | 2014 |
| "Tetris"                                                  | Dancing Bros. (bản gốc bởi Hirokazu Tanaka)                           | 1989 |
| "The Fox (What Does the Fox Say?)"                        | Ylvis                                                                 | 2013 |
| "Till I Find You"                                         | Austin Mahone                                                         | 2014 |
| "Us Under the Sunshine" (độc quyền phiên bản tiếng Trung) | Wanting Qu                                                            | 2013 |
| "Walk This Way"                                           | Run–D.M.C. và Aerosmith                                               | 1986 |
| "Xmas Tree"                                               | Bollywood Santa                                                       | 2014 |
| "You Spin Me Round (Like a Record)                        | Dead or Alive                                                         | 1984 |
| "You're on My Mind"                                       | Imposs và J. Perry                                                    | 2014 |

### Nội dung tải về
Giống như Just Dance 2014, các bài hát bổ sung cho Just Dance 2015 được phát hành dưới dạng DLC. Một số là bài DLC từ những phiên bản trước, còn lại là những bài hát độc quyền mới (in đậm)
| Tên bài hát                                              | Nghệ sĩ                                    | Năm  | Ngày phát hành                                 |
| -------------------------------------------------------- | ------------------------------------------ | ---- | ---------------------------------------------- |
| "Break Free" (miễn phí)                                  | Ariana Grande và Zedd                      | 2014 | ngày 21 tháng 10 năm 2014                      |
| "I Luh Ya Papi"                                          | Jennifer Lopez và French Montana           | 2014 | ngày 21 tháng 10 năm 2014                      |
| "Papaoutai" (Khu vực NTSC)                               | Stromae                                    | 2013 | ngày 21 tháng 10 năm 2014                      |
| "Movement Is Happiness (Find Your Thing)" (Khu vực NTSC) | Avishay Goren và Yossi Cohen               | 2014 | ngày 21 tháng 10 năm 2014                      |
| "Till I Find You" (Khu vực PAL)                          | Austin Mahone                              | 2014 | ngày 21 tháng 10 năm 2014                      |
| "One Way or Another (Teenage Kicks)"                     | One Direction                              | 2013 | ngày 21 tháng 10 năm 2014 (từ Just Dance 2014) |
| "Don't You Worry Child"                                  | Swedish House Mafia và John Martin         | 2012 | ngày 21 tháng 10 năm 2014 (từ Just Dance 2014) |
| "Wake Me Up"                                             | Avicii và Aloe Blacc                       | 2013 | ngày 21 tháng 10 năm 2014 (từ Just Dance 2014) |
| "Sexy and I Know It"                                     | LMFAO                                      | 2011 | ngày 21 tháng 10 năm 2014 (từ Just Dance 2014) |
| "Roar"                                                   | Katy Perry                                 | 2013 | ngày 21 tháng 10 năm 2014 (từ Just Dance 2014) |
| "Just Dance"                                             | Lady Gaga và Colby O'Donis                 | 2008 | ngày 21 tháng 10 năm 2014 (từ Just Dance 2014) |
| "I Need Your Love"                                       | Calvin Harris và Ellie Goulding            | 2013 | ngày 21 tháng 10 năm 2014 (từ Just Dance 2014) |
| "Gangnam Style"                                          | PSY                                        | 2012 | ngày 21 tháng 10 năm 2014 (từ Just Dance 4)    |
| "Die Young"                                              | Kesha                                      | 2012 | ngày 21 tháng 10 năm 2014 (từ Just Dance 4)    |
| "Moves Like Jagger"                                      | Maroon 5 và Christina Aguilera             | 2011 | ngày 21 tháng 10 năm 2014 (từ Just Dance 4)    |
| "Beauty and a Beat"                                      | Justin Bieber và Nicki Minaj               | 2012 | ngày 21 tháng 10 năm 2014 (từ Just Dance 4)    |
| "We Can't Stop"                                          | Miley Cyrus                                | 2013 | ngày 25 tháng 11 năm 2014                      |
| "Want U Back" (từ Just Dance 4)                          | Cher Lloyd và Astro                        | 2012 | ngày 25 tháng 11 năm 2014                      |
| "C'mon" (từ Just Dance 2014)                             | Kesha                                      | 2012 | ngày 25 tháng 11 năm 2014                      |
| "Kiss You" (từ Just Dance 2014)                          | One Direction                              | 2013 | ngày 25 tháng 11 năm 2014                      |
| "Funhouse" (từ Just Dance 4)                             | P!nk                                       | 2009 | ngày 25 tháng 11 năm 2014                      |
| "Boom Clap"                                              | Charli XCX                                 | 2014 | ngày 20 tháng 1 năm 2015                       |
| "Kiss Kiss"                                              | Prince Royce                               | 2014 | ngày 20 tháng 1 năm 2015                       |
| "Let It Go"(Phiên bản Sing-Along)                        | Disney's Frozen (bản gốc bởi Idina Menzel) | 2013 | ngày 20 tháng 1 năm 2015                       |
| "India Waale"                                            | Từ Happy New Year                          | 2014 | ngày 20 tháng 1 năm 2015                       |
| "Rock N Roll" (từ Just Dance 2014)                       | Avril Lavigne                              | 2013 | ngày 20 tháng 1 năm 2015                       |

## Đón nhận
Just Dance 2015 nhận được nhiều ý kiến khen ngợi; Metacritic liệt kê phiên bản Xbox One của trò chơi với tổng điểm 70 trên 100 dựa trên 17 đánh giá của nhà phê bình.
Zack Stein của IGN đã cho phiên bản Xbox One của Just Dance 2015 điểm 8.0 trên 10; mô tả trò chơi là"sự chào đón, tái tạo đáng ngạc nhiên của sê-ri", Stein ca ngợi trò chơi đã tiếp tục cung cấp nhiều trải nghiệm phục vụ cho đối tượng khán giả phổ thông, nhiều người chơi nhảy cùng một lúc, cùng với tính năng theo dõi chuyển động trên Kinect được cải thiện, và sự đầu tư về phông nền cho mỗi bài nhảy, nhưng giao diện người dùng bị chỉ trích là"khó hiểu và khiến người ta ức chế hơn bao giờ hết". Kết luận, Stein cảm thấy rằng"Thật dễ dàng để phủ nhận rằng Just Dance 2015 là một phiên bản"giống hệt những phiên bản cũ", nhưng điều đó sẽ bỏ qua các vũ điệu hiệu ứng đặc biệt đã được thiết kế hoàn chỉnh trong phiên bản này, cùng với các đoạn điệp khúc, các bộ và trang phục màu mè, và sự hòa nhập xã hội gắn kết cộng đồng Just Dance trên toàn thế giới lại với nhau."
Game Revolution, cho trò chơi điểm 3 trên 5, cảm thấy rằng các bài hát của trò chơi"mang quá nhiều năng lượng"mặc dù phục vụ cho đối tượng khán giả phổ thông như những bản single"Happy"của Pharrell, cung cấp một nền tảng pop mạnh mẽ, trong khi những bản nhạc điện tử kỳ quặc như "Tetris" hoặc "The Fox"  lại  giúp người chơi khám phá nhiều hơn nền âm nhạc đương đại."
Tuy nhiên, Just Dance 2015 vẫn được khen ngợi vì phát hiện chuyển động tốt hơn và trải nghiệm giữa nhiều người chơi.
Steve Hannley của Hardcore Gamer lại chỉ trích Just Dance 2015 nhiều hơn, cho rằng nó không cung cấp đủ sự khác biệt so với Just Dance 2014. Hannley cảm thấy rằng các tính năng trực tuyến của trò chơi mặc dù được thiết kế tốt nhưng sẽ không hấp dẫn với những đối tượng mà ông tin là trò chơi đang hướng tới (những người chơi để tập thể dục, không muốn nhảy ở nơi công cộng hoặc"chưa đủ tuổi"). Danh sách nhạc của trò chơi cũng bị chỉ trích là tệ nhất trong lịch sử sê-ri vì"rõ ràng nó đang quá hướng tới phục vụ cho những người tuổi teen yêu nhạc pop và bỏ mặc thực tế rằng những người trên 21 tuổi đều có gu âm nhạc đàng hoàng"và chứa ít bài hát"hay"hơn Just Dance 2014. Tổng kết, Just Dance 2015 nhận được 3 trên 5 điểm, Hannley lập luận rằng"Just Dance là một series khó để ghét bỏ vì thực sự nó muốn người chơi có một khoảng thời gian vui vẻ, nhưng 2015 là một bước đi sai lầm. Hầu như không có gì thay đổi và thực tế không có gì cho những người không tham gia vào chức năng trực tuyến".
Tính đến ngày 31 tháng 12 năm 2014, Just Dance 2015 đã xuất xưởng được 4 triệu bản.